# Raymond Söderwall
Helge Raymond Söderwall, född 1 juli 1925 i Stockholm, död 25 juni 1997 i Stenhamra, var en svensk mångsysslare, skådespelare, chaufför, målare, tecknare och byggnadsarbetare.
Han var son till maskinisten Helge Fingal Söderwall och Rut Arvida Höglund och gift 1954–1958 med Sonia Maria Axell. Söderwall studerade vid Otte Skölds målarskola i Stockholm samt vid Académie de la Grande Chaumière i Paris samt genom självstudier under resor till Köpenhamn och Bretagne. Han medverkade i Nationalmuseums utställning Unga tecknare på 1950-talet och samlingsutställningar med Blackebergs konstnärskoloni. Hans konst består av porträtt och landskapsskildringar samt kopior av franska impressionism konstnärer. Han medverkade som skådespelare i några uppsättningar på Oscarsteatern och som statistskådespelare i några filmer.